# Щепкин, Александр Михайлович
Александр Михайлович Щепкин (1828—1885) — русский юрист, управляющий Тульской казенной палатой; действительный статский советник. Сын М. С. Щепкина.

## Биография
Младший из четырёх сыновей выдающегося актёра Михаила Семёновича Щепкина родился в Москве 22 марта (3 апреля) 1828 года.
Получил домашнее воспитание в 1845 году успешно сдал экзамены и был зачислен на юридический факультет Московского университета. Ещё студентом 2-го курса на отцовской даче в деревне Иваньково познакомился с Дарьей Григорьевной (1830—1889) — из крепостных — и в январе 1949 году у них родился сын Николай. Александр Михайлович хотел выписать Дарью Григорьевну, как невесту, в Петербург, но этому воспротивился отец: «У людей не рожденных с обеспеченным состоянием век свой как бы закон — сперва труд, а потом удовольствия», — писал он сыну в декабре 1851 года.
В 1850 году окончил университета со званием действительного студента и по протекции Николая Николаевича Тютчева, близкого знакомого отца, служившего в департаменте министерства финансов, 3 марта 1852 года был принят на службу в Санкт-Петербургскую городскую распорядительную думу канцелярским чиновником, а через месяц — помощником столоначальника. Эта служба его не удовлетворяла и 3 апреля 1853 года он перешёл во 2-й департамент Московской гражданской палаты. В августе того же года К. К. Грот, вступивший в управление Самарской губернией и хорошо знавший, по его словам, способности и трудолюбие A. M. Щепкина, пригласил его в канцелярию губернатора на должность помощника правителя (вначале, правда, без жалованья). К. К. Грот был внимателен к молодому чиновнику, приглашал бывать у него дома, в октябре 1853 года взял с собой в Ставропольский уезд на ревизию; 5 ноября был утверждён младшим помощником правителя, одновременно, получив в заведование денежную часть канцелярии (с 11 ноября 1853 по 1 мая 1854); 25 апреля 1855 года стал старшим помощником правителя. С 21 мая 1856 года он заведовал редакцией неофициальной части «Самарских губернских ведомостей». В августе 1856 года он был назначен правителем дел губернской продовольственной комиссии и особого о земских повинностях присутствия, председателем которых являлся губернатор. К. К. Грот был доволен службой А. М. Щепкина и в декабре 1856 года при личной встрече в Москве благодарил М. С. Щепкина за сына.
В Самаре в те годы существовало Общество любителей сценического искусства, которое устраивало зимой любительские спектакли с благотворительной целью; сборы от этих спектаклей шли во время Крымской войны в помощь воинам, в последующем — на устройство в Самаре женского училища. А. М. Щепкин имел опыт игры в домашних спектаклях, которые когда-то устраивались в доме отца с участием детей М. С. Щепкина, С.Т. Аксакова и др. И в Самаре Щепкин успешно участвовал в спектаклях с 1855 по 1858 год; особенно удалась ему в сезоне 1856/57 года роль Подколесина в «Женитьбе» Гоголя.
Вскоре после призда Щепкина в Самару к нему приехала Дарья Григорьевна с младшим сыном Михаилом, родившимся 21 сентября 1853 года. Первый сын Николай был помещен в Московский воспитательный дом, где его опекала бабушка со стороны матери — крепостная Аксинья Никифорова. В Самаре у Щепкиных 11 октября 1856 года, всё ещё вне законного брака, родился сын, которого снова назвали Михаилом  . К этому времени Дарья Григорьевна, наконец, освободилась от крепостной зависимости, была записана в московские мещане и получила паспорт, пересланный ей в Самару. И 6 сентября 1857 года Александр Михайлович и Дарья Григорьевна обвенчались в Преображенский церкви Самары. Только теперь М. С. Щепкин узнал, что не раз бывавший в доме Щепкиных мальчик Николай, — его внук, и решил взять его из Воспитательного дома в свой дом. Все сыновья А. М. Щепкина получили право носить фамилию отца.
В мае 1858 года A. M. Щепкин с семьёй вернулся в Москву, где стал, сначала депутатом, а с 7 ноября 1859 года — помощником управляющего Московской удельной конторы. С 7 июня 1863 года — председатель Симбирской казённой палаты; 9 сентября 1866 года переименован в управляющие Симбирской палатой, а 13 октября 1867 года — управляющим Тульской казенной палатой, сменив там Салтыкова-Щедрина. 
В 1869 году был награждён орденом Св. Анны 2-й степени, в 1871 года — Св. Владимира 3-й степени; 27 декабря 1874 года был произведён в действительные статские советники; в 1877 году получил орден Св. Станислава 1-й степени. В 1875 году получил потомственное дворянство; был внесён с женой и детьми в III-ю часть дворянской родословной книги Тульской губернии. 
В 1870 году в Орловской губернии приобрёл 194 десятины земли — Катушищево (Катушинцево), «в двух верстах от усадьбы Спасское-Лутовиново» — стал соседом И. С. Тургенева, между ними установились добрые отношения. В 1877 году Тургенев передал Спасское в аренду A. M. Щепкину, старший сын которого Николай Александрович, окончивший Московскую земледельческую школу, до самой смерти Тургенева в 1883 году управлял Спасским-Лутовиновом.
Умер A. M. Щепкин от рака 15 (27) января 1885 года в Туле, где и был похоронен.
После смерти Александра Михайловича Щепкина рукопись «Записок М. С. Щепкина» досталась его сыну Михаилу (1853—1917). По его воспоминаниям, рукопись была «растрепана, отдельные листы смешаны и перепутаны», он «привел их «порядок и сгруппировал» и, наконец, в 1914 году издал.